# 马金庆
马金庆（1899年1月10日—1975年2月16日），河北抚宁人，中华人民共和国政治人物。

## 生平
世代农耕，但他年幼聪颖好学，九岁入私塾就读。1913年，随族人途涉吉林谋生，翌年经人介绍入“永德堂”药店学徒。1917年，破格委任帮帐（助理会计）。1933年，升擢为帮理（经理助理）。1940年，始任经理。1948年春，马为“永德堂”私方经理。
中华人民共和国成立后，1956年该店公私合营后，被任为吉林市药材公司经理。1958年调吉林省卫生厅任药政处长。1959年秋，任省商业厅副厅长，主管全省中药材购销与技术指导工作。此外担任吉林省工商联副主委，省人民委员会委员，公私合营永德药店经理，吉林省国药公司经理、省药材公司经理。1959年后，任吉林省商业厅副厅长，民建吉林省委会副主委。是第四届全国政协委员。1975年2月16日，患脑溢血病逝，享年七十六岁。